# Biblioteca Digital del Patrimonio Iberoamericano
La Biblioteca Digital del Patrimonio Iberoamericano (BDPI) es un portal de la Asociación de Bibliotecas Nacionales de Iberoamérica (ABINIA) que tiene como objetivo permitir el acceso desde un único punto de consulta a los recursos digitales de todas las bibliotecas participantes (la mayoría de ellas Bibliotecas Nacionales). El portal promueve que las bibliotecas digitalicen sus colecciones, así como la automatización y normalización de sus catálogos, adaptándolos a estándares internacionales de descripción e intercambio para asegurar la compatibilidad dentro del proyecto.
Fue creado y diseñado por la Biblioteca Nacional de España (BNE) en 2012. Integra las descripciones bibliográficas de los objetos digitales que cada biblioteca participante alberga en sus colecciones, adoptadas al modelo de metadatos Dublin Core, al protocolo OAI-PMH y a las herramientas de software libre Solr/Lucene. El usuario, una vez accede al documento, lo visualiza en el entorno de cada una de las bibliotecas suministradoras. De modo que cada biblioteca participante utiliza su propio software de gestión de objetos digitales (SGOD), siendo, así, cada una de ellas las responsables de los registros bibliográficos como de la gestión de los objetos digitales que aportan.

## Colecciones
El sitio, además de permitir una búsqueda simple de obras, permite explorar colecciones de obras. La colección «Geografía y viajes» es una selección de documentos, libros, mapas e ilustraciones, testimonio de los grandes viajes y exploraciones que sirvieron de puente entre naciones e instrumento científico y de conocimiento desde el siglo XVI. La colección «Música» es una muestra de la amplia variedad de géneros musicales iberoamericanos, reunidos por primera vez en esta colección. La colección «Prensa y revistas» es una selección de prensa y revistas que constituyen testigos directos de su tiempo y ayudan a hacer un recorrido por la historia de Iberoamérica a través de diversos prismas. La colección «Literatura y estudios literarios» es una colección de obras literarias, monografías y publicaciones periódicas sobre literatura, escritores y crítica literaria.

## Bibliotecas participantes[1]
- Biblioteca Nacional de Argentina
- Biblioteca Nacional de Bolivia
- Biblioteca Nacional de Brasil
- Biblioteca Nacional de Chile
- Biblioteca Nacional de Colombia
- Biblioteca Nacional de Costa Rica
- Biblioteca Nacional de Cuba
- Biblioteca Nacional de Ecuador
- Biblioteca Nacional de El Salvador
- Biblioteca Nacional de España
- Biblioteca Nacional de México
- Biblioteca Nacional de Panamá
- Biblioteca Nacional de Perú
- Biblioteca Nacional de Portugal
- Biblioteca Nacional de Uruguay